# Fabián Cancelarich
Fabián Oscar Cancelarich (San José de la Esquina, 30 de diciembre de 1965-Buenos Aires, 14 de mayo de 2024) fue un futbolista argentino que jugaba de arquero. Fue entrenador de arqueros del Club Ferro Carril Oeste.

## Trayectoria

### Jugador
Se inició en el año 1986 en Ferro Carril Oeste.
En el año 1992 fue transferido a Belgrano, y en 1994 a Newell's Old Boys de Rosario.
Ya en el año 1995 fue a jugar a Millonarios de Colombia, pero regresó muy pronto para jugar en Huracán entre 1995 y 1996. Más tarde jugó en Platense entre 1997 y 1999. En 1999 regresó a Ferro Carril Oeste. En el año 2000 fue a jugar a Central Córdoba, donde se retiró en el año 2004.

#### Selección nacional
A nivel juvenil, jugó en el Campeonato Sudamericano Sub-20 de 1985.
Integró el combinado argentino que ganó la medalla de bronce en el torneo de fútbol de los Juegos Panamericanos de 1987 y que disputó el torneo de fútbol masculino de los Juegos Olímpicos de Seúl 1988, aunque nunca llegó a jugar.
En el año 1990 formó parte de la selección de fútbol de Argentina que terminó como subcampeón del Campeonato Mundial de Fútbol de Italia, siendo el tercer arquero detrás de Nery Pumpido y de Sergio Goycoechea. Posteriormente integraría el plantel argentino campeón de la Copa América 1991 y de la Copa Rey Fahd 1992, siempre en calidad de suplente y sin actuar ni un solo minuto.

### Entrenador
Debutó como entrenador en el club Belgrano de Córdoba; también estuvo en los siguientes clubes: Comisión de Actividades Infantiles, Juventud Antoniana de Salta, Real Arroyo Seco y fue ayudante de campo del Director Técnico Gabriel Perrone, en los clubes Club Sport Emelec, Manta de Ecuador y la Selección de fútbol de Ecuador y en Rangers de Chile. En la temporada de 2013 fue a San Martín de San Juan.
Se desempeñó hasta su muerte como entrenador de arqueros de primera división del club Ferro Carril Oeste.

## Fallecimiento
Fabián Cancelarich falleció el 14 de mayo de 2024 mientras cumplía sus funciones en el club Ferro Carril Oeste. En el gimnasio de la institución sufrió un malestar, pese a recibir RCP durante varios minutos no logró recuperarse y falleció en el Hospital Durand, donde fue trasladado de emergencia por el SAME.

## Clubes
| Club               | País      | Año       |
| ------------------ | --------- | --------- |
| Ferro Carril Oeste | Argentina | 1983-1992 |
| Belgrano           | Argentina | 1992-1994 |
| Newell's Old Boys  | Argentina | 1994      |
| Millonarios        | Colombia  | 1995      |
| Huracán            | Argentina | 1995-1996 |
| Platense           | Argentina | 1997-1999 |
| Ferro Carril Oeste | Argentina | 1999-2000 |
| Central Córdoba    | Argentina | 2000-2004 |

## Participaciones con la Selección de Argentina
| Mundial                        | Sede           | Resultado  |
| ------------------------------ | -------------- | ---------- |
| Copa Mundial de Fútbol de 1990 | Italia         | Subcampeón |
| Copa América 1991              | Chile          | Campeón    |
| Copa Rey Fahd 1992             | Arabia Saudita | Campeón    |